# Prix UEFA du Meilleur joueur d'Europe 2013
Le Prix UEFA du Meilleur joueur d'Europe 2013 est un prix décerné par l'UEFA à un joueur jouant pour un club de football européen et qui a su se distinguer comme étant le meilleur de la saison 2012-2013.
Navigation
Édition précédente Édition suivante
Le 29 août 2013, Franck Ribéry est le vainqueur de l'édition 2013.

## Palmarès

### Classement officiel[2]
| #  | Nom                    | Club                | Points |
| -- | ---------------------- | ------------------- | ------ |
| 1  | Franck Ribéry          | Bayern Munich       | 36     |
| 2  | Lionel Messi           | FC Barcelone        | 14     |
| 3  | Cristiano Ronaldo      | Real Madrid         | 3      |
| 4  | Arjen Robben           | Bayern Munich       |        |
| 5  | Robert Lewandowski     | Borussia Dortmund   |        |
| 6  | Thomas Muller          | Bayern Munich       |        |
| 7  | Bastian Schweinsteiger | Bayern Munich       |        |
| 8  | Zlatan Ibrahimović     | Paris Saint-Germain |        |
| 9  | Gareth Bale            | Tottenham Hotspur   |        |
| 10 | Robin van Persie       | Manchester United   |        |